# Павлычев, Антон Павлович
Антон Павлович Павлычев (род. 14 февраля 1978, Электросталь, Московская область) — российский хоккеист, защитник.
Воспитанник электростальского «Кристалла». В сезоне 1995/96 провёл одну игру в МХЛ в составе петербургского СКА, четыре сезона отыграл за вторую команду клуба. В сезоне 1988/99 — в составе «Ижорца». В сезоне 1999/2000 выступал за клубы UHL «Ноксвилл Спид», «Форт-Уэйн Кометс» и «Куод-Сити Мэллардс». В сезонах 2001/02 — 2002/03 играл за команду Университета Куинс.